# Victory for the Comic Muse
Victory for the Comic Muse est le neuvième album du groupe de pop britannique Divine Comedy sorti en 2006.

## Liste des titres
Toutes les chansons sont écrites et composées par Neil Hannon, sauf 7 (Billy Mackenzie, Alan Rankine).
| 1.    | To Die A Virgin                      | 3:39 |
| 2.    | Mother Dear                          | 3:47 |
| 3.    | Diva Lady                            | 4:19 |
| 4.    | A Lady Of A Certain Age              | 5:50 |
| 5.    | The Light Of Day                     | 4:27 |
| 6.    | Threesome                            | 1:13 |
| 7.    | Party Fears Two                      | 4:05 |
| 8.    | Arthur C. Clarke's Mysterious World  | 4:00 |
| 9.    | The Plough                           | 5:16 |
| 10.   | Count Grassi's Passage Over Piedmont | 3:35 |
| 11.   | Snowball in Negative                 | 4:40 |
| 43:31 |                                      |      |

Toutes les chansons sont écrites et composées par Neil Hannon, sauf 5 (Hans Leip, Norbert Schultze).
| 1.  | Births, Deaths and Marriages (Monitor Mix)          | 4:11 |
| 2.  | Diva Lady (Acoustic Version)                        | 4:16 |
| 3.  | Home (Demo)                                         | 3:24 |
| 4.  | Pamplemousse                                        | 2:53 |
| 5.  | Lili Marlene                                        | 3:20 |
| 6.  | Count Grassi's Passage Over Piedmont (Early Idea)   | 1:18 |
| 7.  | Count Grassi's Passage Over Piedmont (Instrumental) | 3:38 |
| 8.  | Trafalgar                                           | 2:40 |
| 9.  | Love/Hate Relationship                              | 3:46 |
| 10. | Miss Sharapova                                      | 2:56 |
| 11. | Don't Blame The Young                               | 4:04 |
| 12. | Guantanamo                                          | 5:47 |
| 13. | Long Slow Suicide                                   | 3:57 |
| 14. | To Die A Virgin (Early Idea)                        | 2:49 |
| 15. | A Little Bit Of Love (Goes A Long Long Way)         | 4:13 |
| 16. | Elaine (Alternate Version)                          | 2:15 |
| 17. | A Lady Of A Certain Age (Instrumental)              | 5:47 |
| 18. | Premonition Of Love                                 | 3:54 |

## Anecdotes
- L'extrait au début de To Die a Virgin est un dialogue entre Jennifer Ehle et Toby Stephens dans la série télévisée de 1992 The Camomile Lawn.

- Dans la chanson A Lady Of A Certain Age, "David & Peter" fait sans doute référence à David Niven & Peter Ustinov, 2 stars britanniques des années 50-60 et exilés fiscaux en Suisse. De même que "Noel" pour Noel Coward[1],[2], dont le groupe a repris I've Been to a Marvelous Party en 1999.

- Trafalgar (du nom d'une défaite de Napoléon) est une chanson écrite en s'inspirant du concours Eurovision de la Chanson, avec de nombreuses références à ce concours, à commencer par le titre et la structure de la chanson qui évoquent Waterloo d'Abba[3]. Le groupe a été à de nombreuses reprises inspiré par le concours Eurovision de la chanson, et notamment :
  - La chanson My Lovely Horse a été écrite en 1996 pour un épisode de la série Father Ted consacré au concours Eurovision (en). Le titre est présent sur certaines versions de l'album Casanova ;
  - Deux chansons ayant participé au concours ont été interprétées par le groupe en 2008 pour un concert à Paris : Poupée de cire, poupée de son par France Gall (Eurovision 1965) et L'amour est bleu par Vicky Leandros (Eurovision 1967). Cet enregistrement se retrouve en un second disque joint à l'album Bang Goes the Knighthood (2010);
  - Lors de l'Isolation Song Contest (mis en place à la suite de l'annulation du Concours Eurovision de la chanson 2020), Neil Hannon, sous le pseudonyme "Eduardo Maldonado Castellano De La Cruz", a interprété une chanson comme représentant de l'Espagne, Te Amo Espana. L'enregistrement se retrouve sur le second disque de la compilation Charmed Life: The Best of the Divine Comedy (2022)[4].